# Vedens härad
Vedens härad var ett härad i södra Västergötland, ett av sju i Sjuhäradsbygden inom nuvarande Borås kommun. Häradets areal var 355,28 kvadratkilometer varav 326,14 land.  tingsstället låg till 1835 i Borgstena för att därefter flytta till staden Borås

## Socknar
Vedens härad omfattade följande socknar:
- Borgstena
- Bredared
- Fristad
- Sandhult
- Torpa uppgick 1920 i Borås stad
- Tämta
- Vänga

## Län, fögderier, domsagor, tingslag och tingsrätter
Häradet hörde mellan 1634 och 1998 till Älvsborgs län, därefter till Västra Götalands län. Församlingarna i häradet tillhörde Skara stift. 
Häradets socknar hörde till följande fögderier:
- 1686-1917 Marks fögderi
- 1918-1990 Borås fögderi

Häradets socknar tillhörde följande domsagor, tingslag och tingsrätter:
- 1680-1919 Vedens tingslag i 
  - 1680-1695 Kinds, Redvägs, Ås och Vedens häraders domsaga
  - 1696-1919 Marks, Vedens och Bollebygds häraders domsaga
- 1920–1947 Ås, Vedens och Bollebygds tingslag i Borås domsaga (Bollebygds, Ås, Gäsene och Vedens härader)
- 1948–1970 Borås domsagas tingslag i Borås domsaga

- 1971- Borås tingsrätt och dess domsaga

### Webbkällor
- Nationella arkivdatabasen för uppgifter om fögderier, domsagor, tingslag och tingsrätter